# Zotero
Zotero [zɔˈtɛro] ist ein freies, quelloffenes Literaturverwaltungsprogramm zum Sammeln, Verwalten und Zitieren unterschiedlicher Online- und Offline-Quellen. Zotero unterstützt die Bearbeitung von bibliografischen Angaben und Literaturlisten, besonders in wissenschaftlichen Publikationen.

## Geschichte
Das Programm wurde ursprünglich als Erweiterung für den Webbrowser Mozilla Firefox entwickelt. Die Literaturdatenbank erschien damit in einem Browserfenster. Ab 2011 stand Zotero zudem in einer eigenständigen Version (Standalone) zur Verfügung. Mit der im Juli 2017 veröffentlichten Version 5 besteht Zotero nur noch als eigenständiges Programm, das vom Webbrowser Firefox unabhängig ist. Als plattformunabhängiges Programm läuft es unter Microsoft Windows ebenso wie unter Linux, macOS und anderen Betriebssystemen.
Die Software wird vom Roy Rosenzweig Center for History and New Media der George Mason University sowie freien Programmierern entwickelt. Der Name Zotero leitet sich vom albanischen Wort zotëroj („etwas schnell erfassen, bewältigen“) her.
In der 2024 veröffentlichten Version Zotero 7 wurde die Benutzeroberfläche modernisiert: Die Metainformationen der einzelnen Quellen werden in zusammenklappbaren vertikalen Abschnitten angezeigt, die über eine seitliche Navigationsleiste ausgewählt werden können. Als optionales Farbschema wurde ein Dark Mode eingeführt, weiterhin kann eine kompakte und eine weniger kompakte Darstellung der Programmoberfläche eingestellt werden. Das Icon von Zotero wurde überarbeitet. Dateien im EPUB-Format werden nun im integrierten Reader angezeigt und können dort annotiert werden. Es stehen mehr Formen der Texthervorhebung zur Verfügung. Wenn der Mauszeiger über einen Verweis bewegt wird, öffnet sich ein Popup-Fenster, das die zugehörige Referenz oder Abbildung anzeigt. Zotero 7 bietet native Unterstützung für Apple Silicon, Windows mit 64-Bit-Architektur und Windows auf ARM-basierten Computern. Die Plugin-Architektur wurde überarbeitet, so dass existierende Zotero-Plugins für Version 7 angepasst werden müssen.

## Funktionen

### Bibliographische Daten sammeln
Mit Zotero lässt sich eine Datenbank bibliographischer Angaben erstellen, vergleichbar einem privaten Bibliothekskatalog. Nicht nur Bücher und Aufsätze, sondern auch Webseiten, Filme, juristische Texte, Manuskripte, Vorträge, Interviews und andere Quellen können dabei mit jeweils quellenspezifischen Angaben aufgenommen werden. Die Daten können manuell eingegeben oder automatisch aus dem Internet in die Datenbank geladen werden. Dazu untersucht das Programm die vom Benutzer gerade betrachteten Webseiten wie digitale Bibliotheken, Online-Bibliothekskataloge (OPAC), Google Scholar oder Online-Buchhändler wie Amazon.com auf bibliografische Informationen und speichert diese per Mausklick in einer lokalen Datenbank. Handelt es sich um einen Volltext, der online abrufbar ist, wie einen Aufsatz oder ein E-Book, kann Zotero eine lokale Kopie davon anlegen. Diese Internetfunktionen kann man mithilfe eines Connectors für Mozilla Firefox, Apple Safari (bis Version 11), Google Chrome und Opera nutzen, der in diesen Browsern als Plug-in (Add-on, Extension) zu installieren ist.
Zur Identifizierung und Übersetzung der Metadaten verwendet das Programm eigene Parser (in der Dokumentation Translator genannt), aber auch offene Standards wie unAPI und COinS. Mit diesem Standard können auch Literaturangaben aus Wikipedia übernommen werden, sofern sie mit der Literaturvorlage im Mediawiki-Quelltext ausgezeichnet sind. Darüber hinaus importiert und exportiert Zotero verschiedene Metadatenformate, darunter BibTeX, EndNote, MODS und RIS.
Ebenfalls ist es möglich nur mit der Angabe einer ISBN, DOI oder PMID einen neuen Eintrag zu erstellen, bei dem die fehlenden bibliographischen Informationen automatisch ergänzt werden. Zudem können auch einzelne PDF-Dateien in Zotero abgelegt werden. Die entsprechenden Metadaten werden aus der Datei ermittelt. Seit Oktober 2018 nutzt Zotero das Projekt Unpaywall, um rechtmäßige freie Veröffentlichungen von PDFs zu ermitteln, wenn die Literaturverwaltung auf eine Bezahlschranke stößt, die das direkte Herunterladen verhindert.

### Bibliographien verwalten und Daten verknüpfen
Die Einträge in der Datenbank können um Schlagwörter (Tags), Notizen und weitere Metadaten, Querverweise zwischen Quellen sowie um sonstige beliebige Dateien im Anhang ergänzt werden. Außerdem ist es möglich, die Datenbank mit einem Server eigener Wahl zu synchronisieren, solange dieser WebDAV unterstützt. Der von Zotero bereitgestellte Internetspeicher (Zotero Storage) ist für Datenbankeinträge unbegrenzt kostenlos; für gespeicherte Dateien ist der Speicherplatz bis zu einem Umfang von 300 MB kostenfrei. Die Synchronisierung der Datenbank ermöglicht die problemlose Nutzung von Zotero auf verschiedenen Geräten sowie die Zusammenarbeit in Teams (Groups). Die Teambibliothek kann als öffentlich oder nur privat zugänglich mit verschiedenen Nutzerrechten angelegt werden. Benutzer und Teams können sich auf einer Homepage präsentieren, Literaturverzeichnisse öffentlich zugänglich machen, Publikationslisten anlegen und veröffentlichen (ab Version 5.0) und sich miteinander vernetzen (follow). Von anderen gleichartigen Programmen hebt sich ZOTERO durch die Möglichkeit ab, mittels eines Zeitstrahls die eigenen Einträge darzustellen.